# Hürm
Hürm je městys v Rakousku ve spolkové zemi Dolní Rakousy v okrese Melk. Žije zde přibližně 1 800 obyvatel.

## Geografie

### Geografická poloha
Hürm se nachází ve spolkové zemi Dolní Rakousy v regionu Mostviertel. Rozloha území městyse činí 36,08 km².

### Části obce
Území městyse Hürm se skládá ze dvaceti sedmi částí (v závorce uveden počet obyvatel k 1. 1. 2022):
- Arnersdorf (18)
- Atzing (17)
- Diendorf (21)
- Grub (22)
- Hainberg (90)
- Harmersdorf (120)
- Hösing (46)
- Hürm (769)
- Inning (181)
- Kronaberg (9)
- Löbersdorf (27)
- Maxenbach (5)
- Mitterradl (34)
- Murschratten (8)
- Neustift bei Sooß (16)
- Oberhaag (16)
- Oberradl (35)
- Obersiegendorf (21)
- Ober-Thurnhofen (12)
- Pöttendorf (36)
- Scharagraben (25)
- Schlatzendorf (88)
- Seeben (36)
- Sooß (148)
- Unterhaag (11)
- Untersiegendorf (45)
- Unter-Thurnhofen (73)

### Sousední obce
- na severu: Schollach, Loosdorf
- na východě: St. Margarethen an der Sierning (okres St. Pölten), Bischofstetten
- na jihu: Kilb, Mank
- na západě: St. Leonhard am Forst

## Historie
Území Hürmu bylo osídleno již v době bronzové. To dokládají nálezy v Hainbergu a Unterradlu, který leží těsně za hranicí území obce. Na přítomnost římské posádky poukazuje zachovalý náhrobek jistého Marca Nammia Suria z druhého století našeho letopočtu.
První písemná zmínka o Hürmu pochází z roku 970. Hürm je též zmiňován v jednom dokumentu kláštera v Göttweigu roku 1083. V tom samém roce je doloženo oddělení farnosti Kilb od farnosti Hürm, což znamená, že místí farnost musela existovat nějaký čas již dříve.
Ve 12. století sídlil v Hürmu šlechtický rod, který byl známý pod jmény Hurwen, Hurven, Huriwoin či Hurwin. Větší významnosti však tento rod nikdy nedosáhl.
Kostel v Hürmu byl roku 1529 zničen při nájezdu Turků a roku 1545 znovu vystavěn.
Hospodářský rozkvět v oblasti přinesla stavba železniční trati roku 1858. Roku 1920 byla do obce zavedena elektřina, 1923 telefon a v roce 1927 bylo zřízeno autobusové spojení s Melkem.

## Kultura a památky

### Stavby
- Farní kostel svatého Štěpána v Hürmu
- Zámek Sooß
- Hradní zřícenina Hürm
- Kaple Seeben

## Galerie

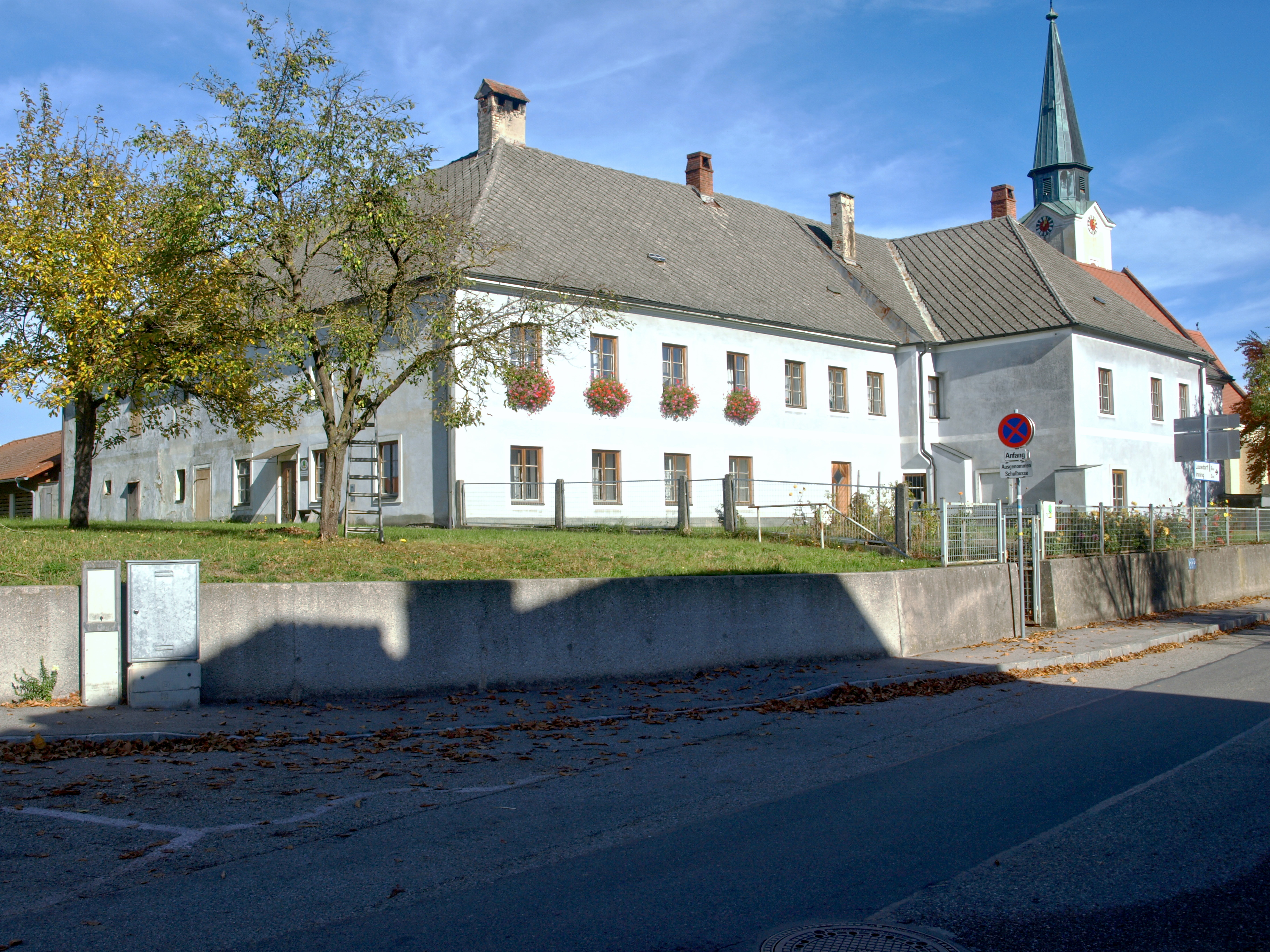
Fara v Hürmu
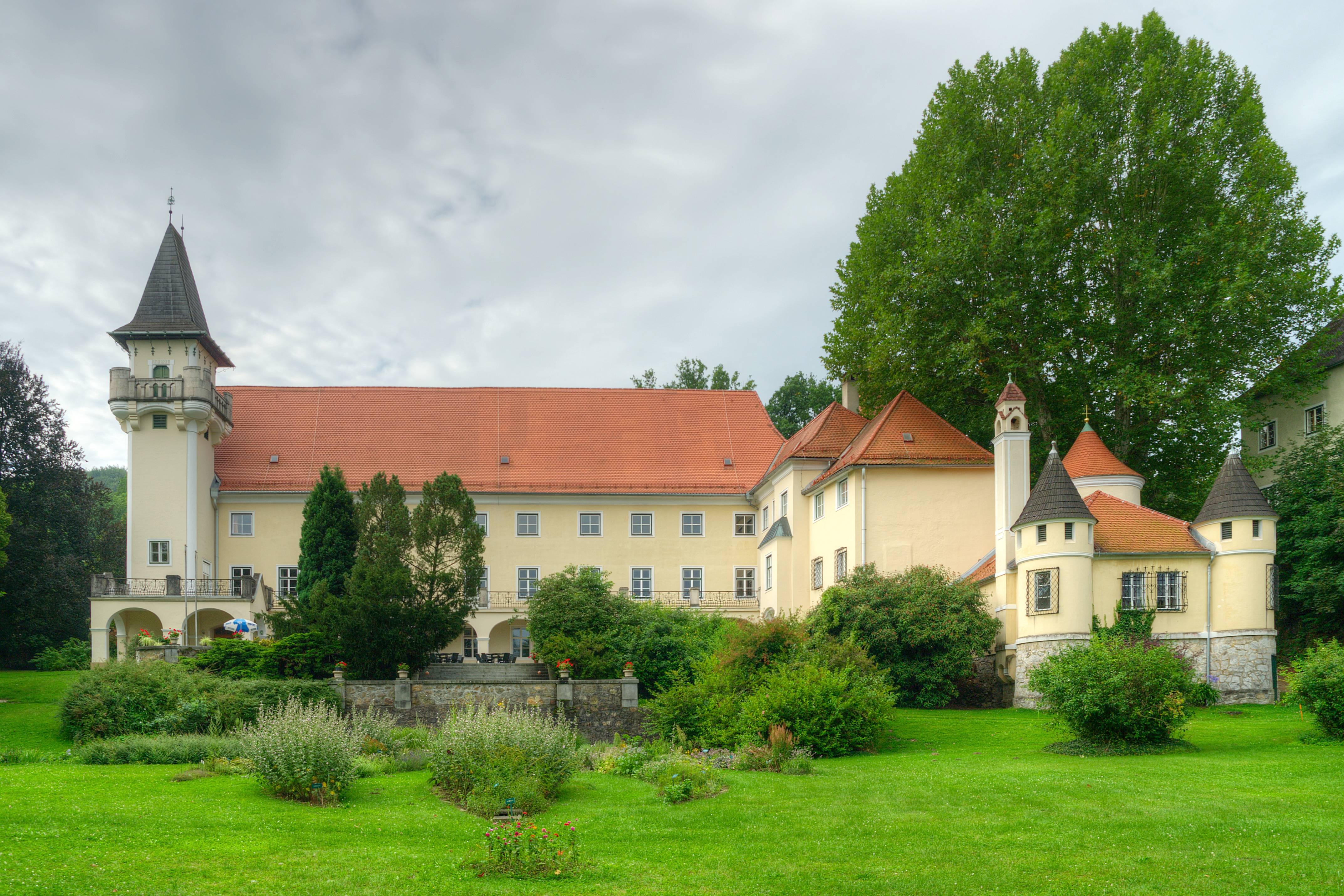
Zámek Sooß
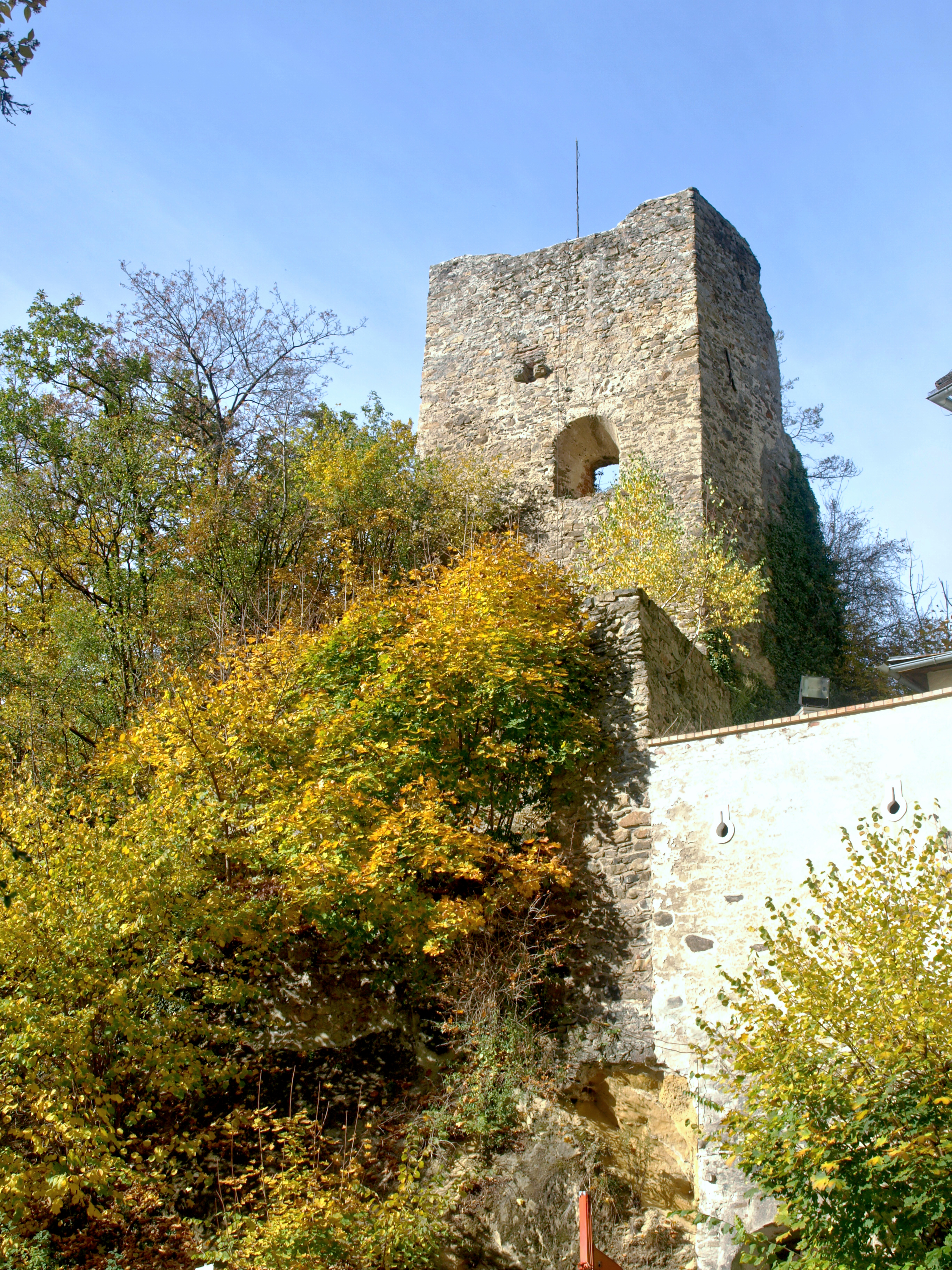
Zřícenina hradu Hürm
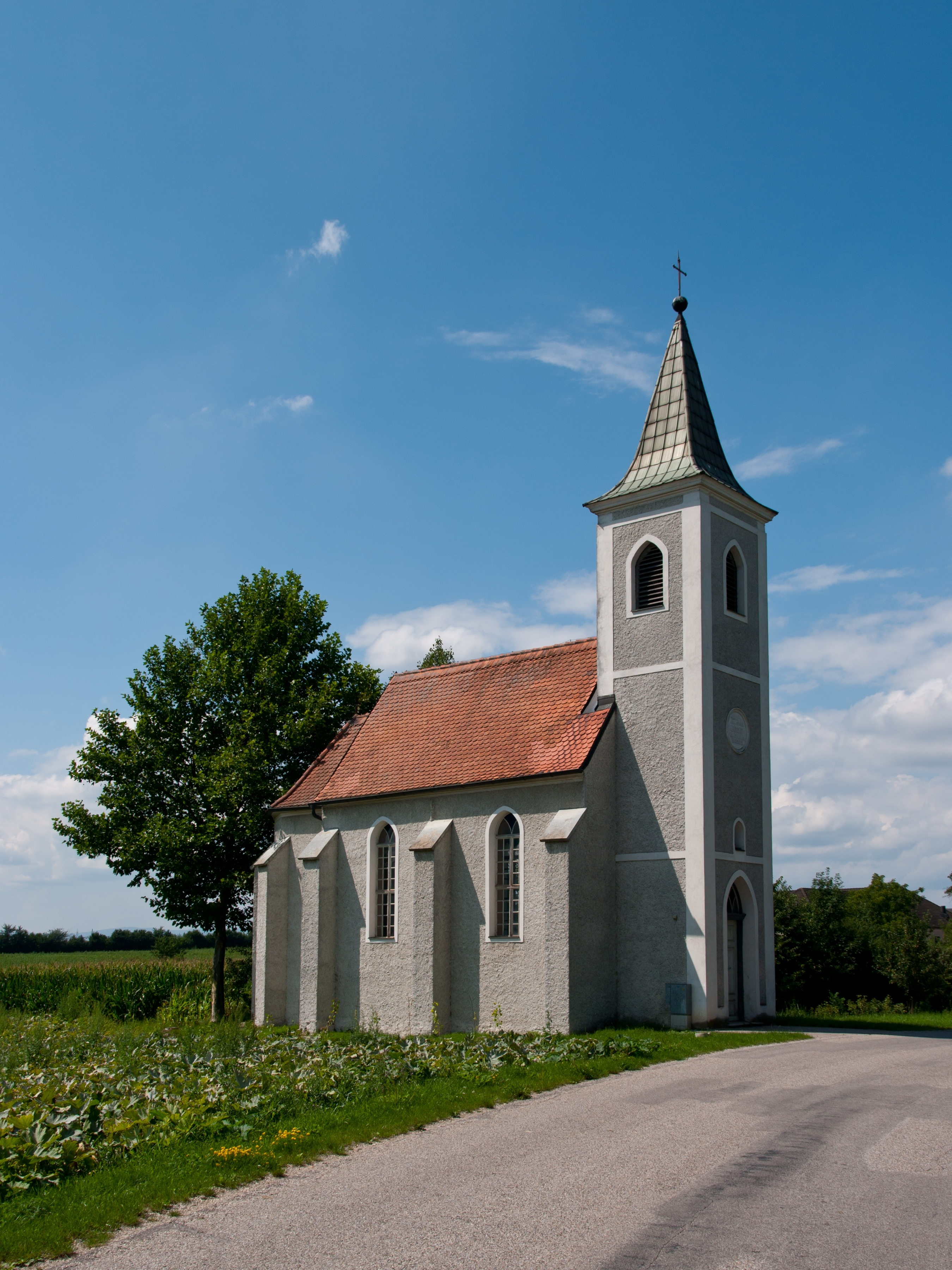
Kaple v Seeben
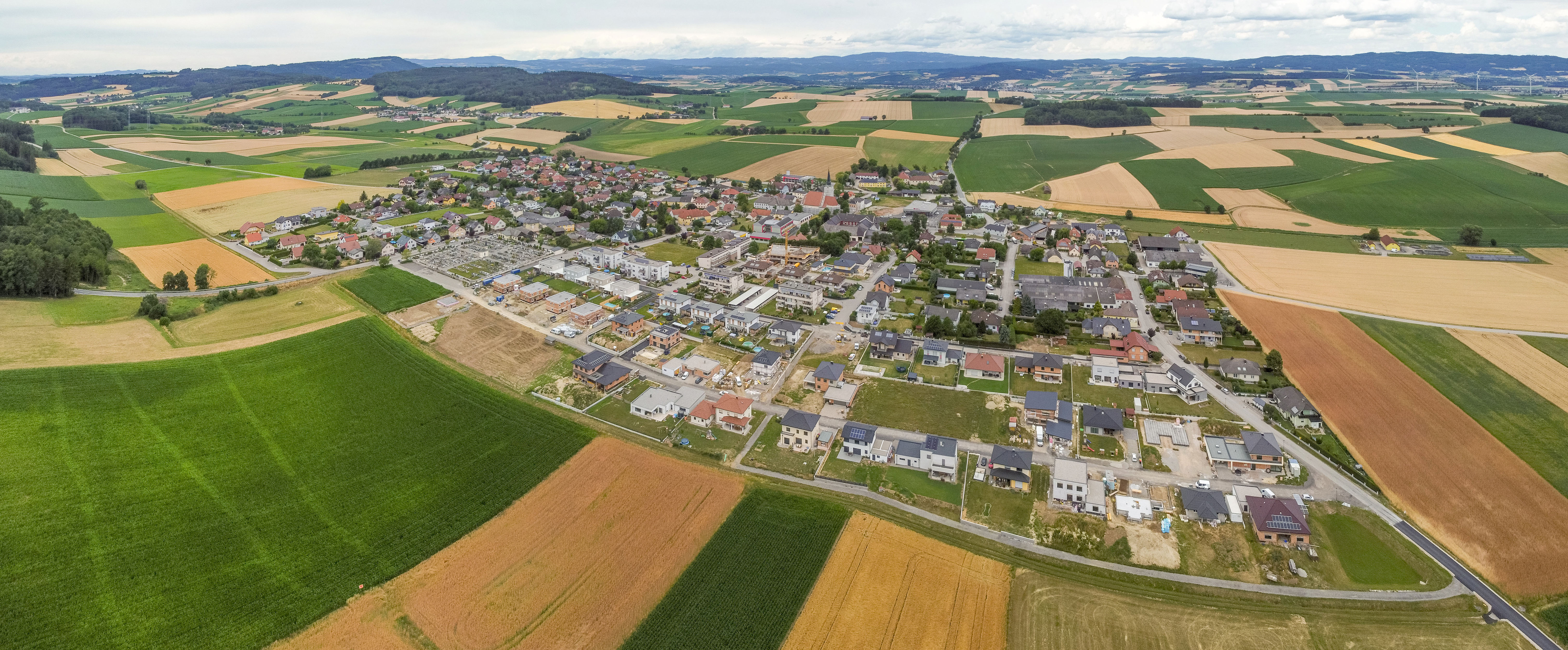
Letecký pohled na Hürm
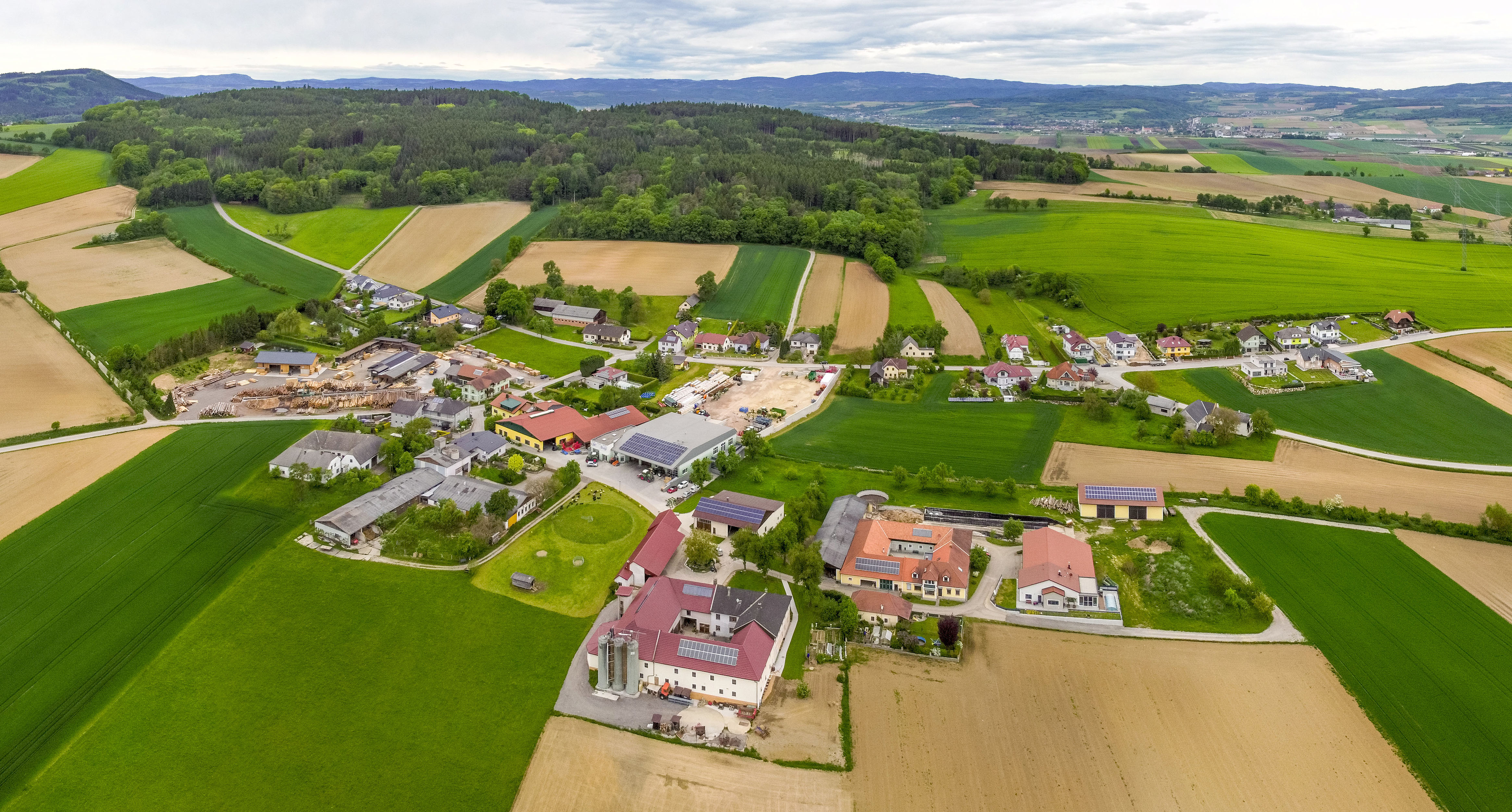
Harmersdorf
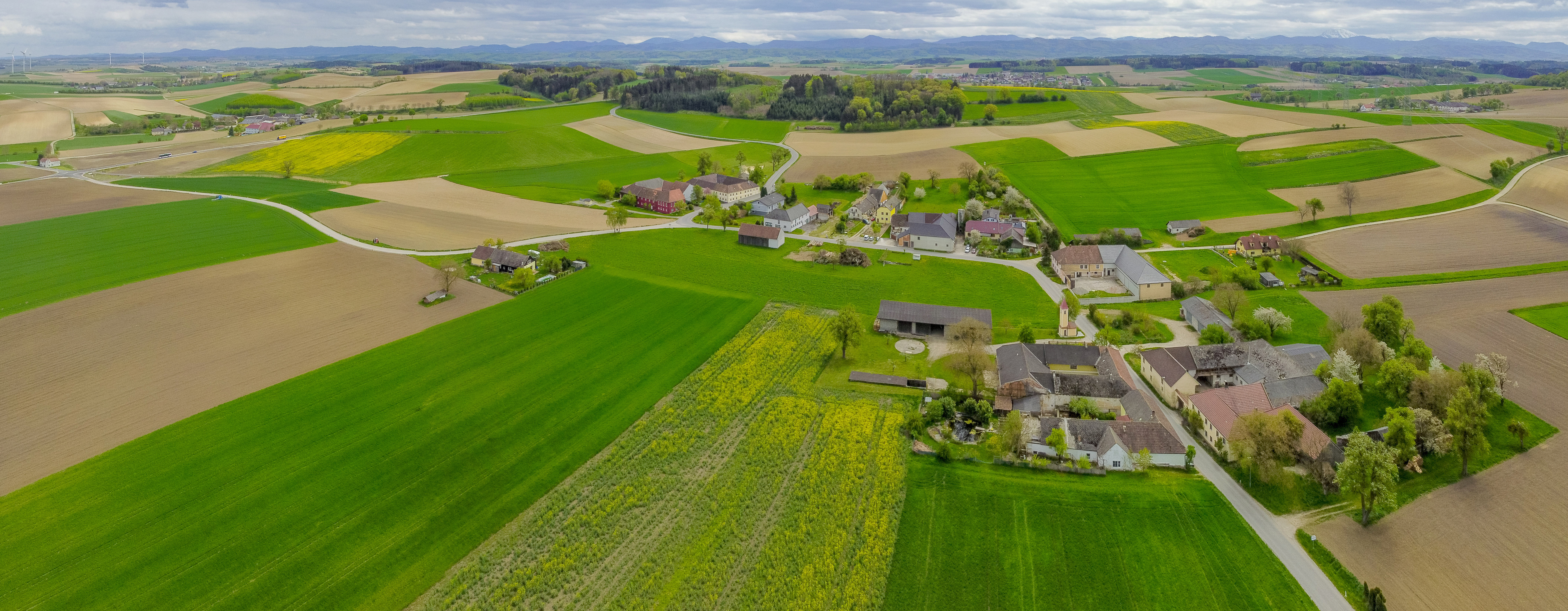
Löbersdorf
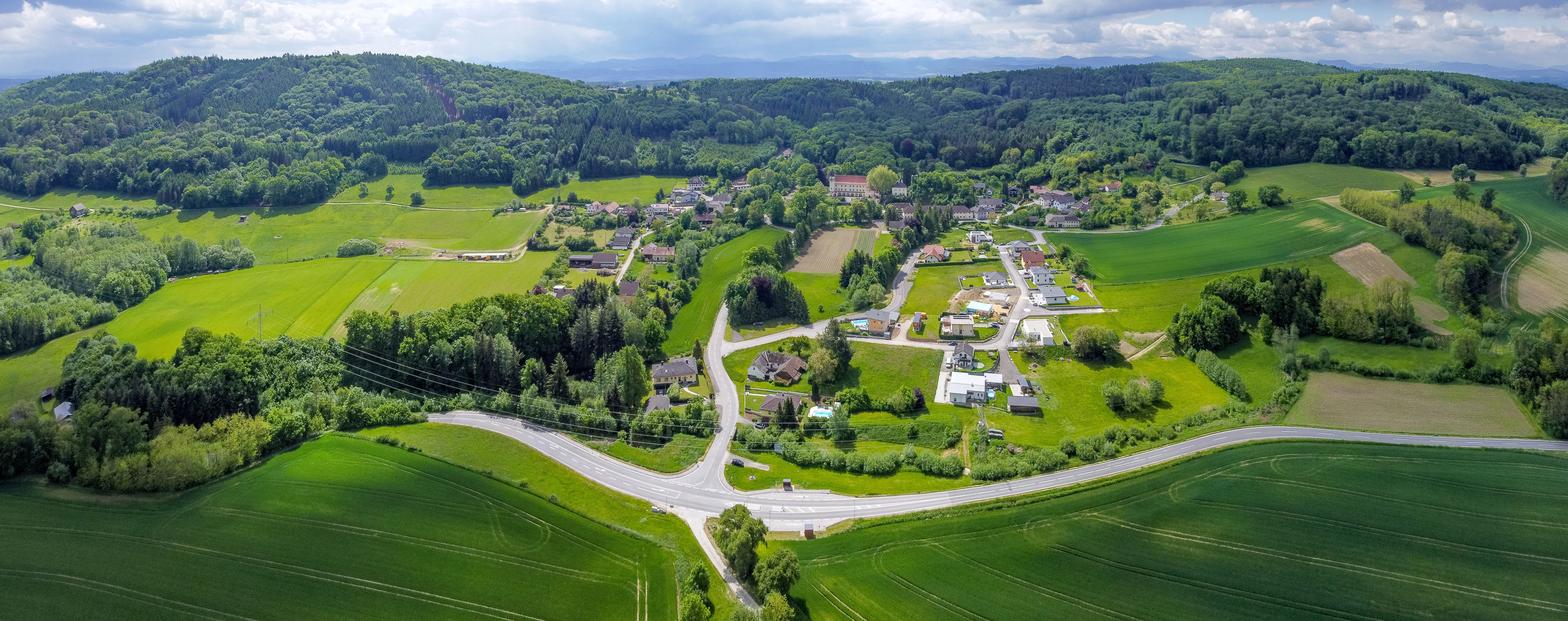
Sooß